# The Storm (Hoffmaestro & Chraa)
The Storm var det första musikalbumet med det svenska skabandet Hoffmaestro & Chraa som släpptes 2008 under Warner Music.

## Låtlista
1. "Seize The Day" - 3:35
2. "Highway man" - 3:50
3. "The Storm" - 4:13
4. "Crimson Sky" - 3:48
5. "Desperado" - 3:48
6. "So You Do [Slimi Jimi Bubby Boy]" - 3:19
7. "I'm Not Leaving Now" - 4:12
8. "New Orleans" - 4:20
9. "Chraa Indian" - 3:04
10. "Young Dad" - 3:34
11. "My Shoes" - 3:51
12. "Words Come Easy" - 3:52
13. "We Be Them Boys" - 11:05
14. "Iko Iko [Mardi Chraa]" - 7:32